# Ana Santos (actriz)
Ana María Santos Maneiro (n. Mazaricos, La Coruña, Galicia, España; 1965) es una actriz española
Conocida por su papel de Pitusa en la serie de TVG Mareas vivas, y posteriormente por el de Leocadia en As leis de Celavella, Ana Santos es una actriz con amplia experiencia en teatro. Además, ha trabajado como actriz de doblaje y cuenta con una amplia formación.
Interpretó el papel de Elsa en Padre Casares.

## Televisión
- Todos los hombres sois iguales (1997). Telecinco.
- Mareas vivas (1998-2003). TVG. Como Pitusa.
- As leis de Celavella (2003-2005). TVG. Como Leocadia.
- O Show dos Tonechos (2005). TVG.
- A vida por diante (2006). TVG.
- Libro de familia (2007). TVG.
- Piratas (2011). Telecinco.
- Padre Casares (2008). TVG. Como Elsa.
- Fontealba (2016-). TVG. Como Perfecta.
- Fariña (2018). Antena 3. Como Aurora.
- Viradeira (2018). TVG. Como Lucita.
- El punto frío (2018). RTVE.
- A estiba (2019). TVG. Como Josefa.
- Néboa (2020). TVE.

## Cine
- Heroína (2005)
- Elisa y Marcela (2019).
- Eroski Paraíso (2019).
- La isla de las mentiras (2020)

## Teatro
- As Criadas (1996), de Jean Genet, por Alba, Compañía de Teatro S.C. Dirección de Elina Luaces.
- Flores de papel (1997), de Egon Wolff, por Traslús Teatro. Dirección Artur Trillo.
- As Troianas (1998), de Eurípides. Versión de Manuel Lourenzo, por Espello Cóncavo. Dirección de Arturo López.
- Caprichos de Cervantes (2001), por Teatro Galileo. Dirección de Pedro Rubín.
- Ruzzante (2002), de Angelo Beolco, por Teatro Galileo. Dirección de Pedro Rubín.